# اچ‌ام‌ای‌اس پالوما (ای ۱)
اچ‌ام‌ای‌اس پالوما (ای ۱) (به انگلیسی: HMAS Paluma (A 01)) یک کشتی است که طول آن ۳۶٫۶ متر (۱۲۰ فوت) است. این کشتی در سال ۱۹۸۹ ساخته شد.